# いたいのとんでけ (ZORNの曲)
「いたいのとんでけ」は、日本のラッパー、ZORNが2022年7月11日に配信リリースした楽曲。サウンドプロデュースはBACHLOGICが務めた。
ジャケットのアートワークは川上智之と杉山家三女が担当。

## ミュージックビデオ
配信日の前日である2022年7月10日、「いたいのとんでけ」のミュージック・ビデオをYouTubeに公開した。ミュージック・ビデオの監督は映像作家の山田健人が担当した。

## 記録
iTunes Storeなどといった音楽配信サイトにて配信が行われ、オリコンデジタルシングルチャートのデイリーランキング（2022年7月11日付）では6,154DLで首位に初登場し、週間ランキング（2022年7月25日付）では9,349DLで4位を記録した。Billboard JAPANのダウンロード・ソング・チャート“Download Songs”（2022年7月25日付）では14,770DLで初登場2位を記録している。

## 収録曲
| #         | タイトル             | 作詞      | 作曲      | 編曲      | 時間 |
| --------- | -------------------- | --------- | --------- | --------- | ---- |
| 1.        | 「いたいのとんでけ」 | ZORN      | BACHLOGIC |           | 4:08 |
| 合計時間: | 合計時間:            | 合計時間: | 合計時間: | 合計時間: | 4:08 |

## チャート
| チャート                                | 最高順位 | 出典  |
| --------------------------------------- | -------- | ----- |
| Billboard Japan Download Songs          | 2        | [ 8 ] |
| オリコン 週間デジタルシングルランキング | 4        | [ 6 ] |